# Las secretas intenciones (película)
Las secretas intenciones es una película española de drama estrenada en 1970, coescrita y dirigida por Antonio Eceiza y protagonizada en los papeles principales por Jean-Louis Trintignant y Haydee Politoff.

## Sinopsis
Miguel es arquitecto, con familia e hijos, pero se quiere separar de su mujer. Se obsesionará de Blanca, una joven que se ha intentado suicidar cortándose las venas.

## Reparto
- Jean-Louis Trintignant - Miguel
- Haydée Politoff - Blanca
- Teresa del Río - Pepa
- Antonio Iranzo - Camionero
- Julio Núñez - Ernesto
- Valeriano Andrés - Sacerdote
- Yelena Samarina - Marta
- Gerardo Mayá
- Ricardo Palacios - Hombre en el centro comercial
- Antonio Canal
- José Luis López Vázquez - Hombre accidentado